# Johannes Kippers
Johannes Kippers (Veendam, 23 juni 1899 - Scheveningen, 14 april 1944) was een Nederlandse verzetsstrijder tijdens de Tweede Wereldoorlog.
Johannes Kippers was opperwachtmeester bij de Marechaussee te Veendam en daarvoor de gemeentelijk veldwachter van Oud-Schoonebeek. Hij verrichtte diverse verzetswerkzaamheden en kon door zijn functie veel kennis doorgeven aan zijn verzetsgenoten over ophanden zijnde arrestaties en data van geplande razzia's. Op 29 juli 1943 werd hij door de Duitsers gearresteerd op verdenking van het leveren van wapens aan de Binnenlandse Strijdkrachten en steun aan het verzet. 
Kippers werd verdacht van bijstand bij een aanslag op de NSB-burgemeester van Schoonebeek, Geert Bisschop. Deze werd samen met zijn rechterhand doodgeschoten door twee verzetsstrijders omdat hij een waar schrikbewind voerde en persoonlijk onderduikers had opgespoord die in boerderijen verborgen waren. Kippers had de twee verzetslieden naar de burgemeester gebracht en vervolgens niets gedaan om de aanslag te verhinderen. De SD vermoedde dat hij in het complot zat. Hij werd overgebracht naar het "Oranjehotel" te Scheveningen waar hij van 10 november 1943 tot 14 april 1944 gevangen zat.
Samen met zijn medeveroordeelden Jacob Kraal, Gerard Jansen, Hendrik Drogt, Jan Rijkmans, Gerrit Jan van den Berg, Wiepke Harm Timersma en Fokke Jagersma zong hij de avond voor zijn executie psalmen wat door een mede-gevangene geschreven werd aan zijn verloofde. Hij werd in de ochtend van 14 april gefusilleerd.
Kippers was getrouwd met G. Klein en zij hadden één zoon, Jacob Kippers. Na de oorlog werden zijn stoffelijke resten opgegraven uit het massagraf op de Waalsdorpervlakte en overgebracht naar Veendam. Daar volgde de herbegrafenis op 1 maart 1946 op het kerkhof van de A-E Kerk te Veendam in aanwezigheid van zijn vrouw, zoon en vele belangstellenden.